# Film de scurt metraj
Un scurtmetraj sau film de scurt metraj este un film care nu este suficient de lung pentru a fi considerat un lungmetraj. Nu există un standard exact. AMPAS consideră că un film este de scurt metraj dacă are 40 de minute sau mai puțin. IMDb trage linie la 45 de minute între filmele de scurt metraj și cele de lung metraj. 